# Politico Europe
Politico Europe (estilizado como POLITICO Europe) é a edição europeia da organização de notícias americana Politico que relata assuntos políticos da União Europeia. A sua sede está localizada em Bruxelas, com escritórios adicionais em Londres, Berlim, Varsóvia, Paris e Frankfurt. 
Em setembro de 2014, a Politico formou uma joint venture com a editora alemã Axel Springer SE para lançar sua edição europeia.   Em dezembro de 2014, a joint venture anunciou a aquisição do Development Institute International, um importante negócio de conferências francês, e do European Voice, um jornal político europeu anteriormente pertencente ao Economist Group, que seria relançado sob a marca Politico.   Entre os participantes do evento de lançamento, em 21 de abril de 2015, estavam o Presidente do Conselho Europeu, Donald Tusk, e o Presidente do Parlamento Europeu, Martin Schulz. 
O Politico Europe estreou com sua primeira edição impressa dois dias depois, em 23 de abril de 2015.  As principais fontes de receita são a publicidade, o patrocínio de eventos e as assinaturas pagas, sendo que quase metade provém do negócio de assinaturas. 
Em junho de 2018, pelo segundo ano consecutivo, a pesquisa anual ComRes/Burson-Marsteller entre especialistas da UE nomeou o Politico Europe como a publicação mais influente em assuntos europeus. Apesar da sua relativa novidade no panorama mediático de Bruxelas, o Politico Europe classificou-se acima de publicações estabelecidas como o Financial Times, The Economist, BBC e o Wall Street Journal, bem como do Twitter e do Facebook.  Em agosto de 2021, a Axel Springer SE assinou um acordo para adquirir a Politico, incluindo os 50 por cento restantes de sua atual joint venture Politico Europe, bem como o site de notícias de tecnologia Protocol de Robert Allbritton por um valor estimado de US$ 1 bilhão. 

## Político Pro
O Politico Pro é um serviço premium de notícias sobre política e políticas lançado em 2015.  As assinaturas do boletim informativo cobrem várias áreas de políticas, como agricultura e alimentação, serviços financeiros, saúde, comércio, energia e clima, tecnologia e transportes. Há também produtos que são menos focados na indústria, mas que fornecem informações sobre um tópico específico, como Brexit, sustentabilidade, dados e digitalização, orçamento da UE ou concorrência. Em abril de 2018, o Politico Europe adicionou ao seu portfólio de assinaturas o DataPoint, uma plataforma de pesquisa que oferece aos assinantes acesso a apresentações e análises sobre diversos tópicos em várias áreas políticas.  As ofertas pagas 's Politico Pro alcançam 45.000 assinantes.  Os preços das assinaturas começam nos 7000 euros por ano, mas também podem situar-se na faixa dos cinco dígitos. 
Em julho de 2018, o Politico Europe divulgou a compra da tecnologia da Statehill Inc e, logo em seguida, o lançamento de uma nova plataforma de informações orientada por dados, chamada Pro Intelligence.  

## Manual de Bruxelas
Em março de 2018, Florian Eder assumiu o boletim informativo matinal Brussels Playbook de Ryan Heath, que foi seu autor durante três anos.  Em setembro de 2017, o Politico Europe lançou o boletim matinal London Playbook, com Jack Blanchard como redator principal.  O Brussels Playbook tem cerca de 100.000 assinantes,  o London Playbook tem 40.000 assinantes. 
Em setembro de 2021, a jornalista irlandesa Suzanne Lynch e o repórter do Politico Jakob Hanke Vela substituíram Florian Eder como autores do Brussels Playbook. 

## Pessoas
Jamil Anderlini foi nomeado editor-chefe do POLITICO na Europa em 2021.  Os editores de topo anteriores incluíram Stephen Brown, que foi nomeado editor executivo em setembro de 2019,  e Matthew Kaminski, que é agora o editor-geral Politico, sediado em Washington.   Brown morreu repentinamente de ataque cardíaco em 18 de março de 2021.  Jamil Anderlini assumiu o cargo de editor-chefe em outubro de 2021. Shéhérazade Semsar de-Boisséson foi CEO até renunciar a seu próprio pedido, sendo substituída por Claire Boussagol.  Após a aquisição da POLITICO por Axel Springer em 2022,  Goli Sheikholeslami foi nomeado CEO global do grupo de mídia POLITICO,  com Nicolas Sennegon atuando como vice-presidente executivo e diretor administrativo da POLITICO na Europa. 

## Perfil
A maior parte dos artigos da publicação aborda as atividades diárias da Comissão Europeia, do Parlamento Europeu, do Conselho da União Europeia, bem como as interações da UE em questões nacionais e internacionais. O Politico Europe também publica perfis de figuras públicas importantes ou influentes na União Europeia.  O Politico Europe também organiza e acolhe conferências, seminários e debates relacionados com a UE. 

## Links externos
- Sítio oficial